# Sarcophaga tenuiforceps
Sarcophaga tenuiforceps är en tvåvingeart som beskrevs av Bottcher 1913. Sarcophaga tenuiforceps ingår i släktet Sarcophaga och familjen köttflugor.
Artens utbredningsområde är Italien. Inga underarter finns listade i Catalogue of Life.